# Confederatie van Peru en Bolivia
De Confederatie van Peru en Bolivia was een staat die korte tijd in Zuid-Amerika bestond. Tussen 1836 en 1838 vormden Peru en Bolivia in deze staat een unie. De enige president die de staat kende was Andrés de Santa Cruz (getiteld de Supremo Protector, ofwel de Opperste Beschermer). Bij zijn aantreden als president van de Confederatie van Peru en Bolivia was Santa Cruz president van Bolivia, en in 1827 was hij ook al president van Peru geweest.
Tacna was de hoofdstad van de confederatie.

## De eerste plannen tot een confederatie
Aan het begin van de 19e eeuw ontstond de wens om Alto Peru (Hoog Peru, het tegenwoordige Bolivia) te verenigen met Bajo Peru (Laag Peru, het tegenwoordige Peru). Alto Peru was ver verwijderd van de bestuurlijke hoofdstad Buenos Aires, en dat maakte het aantrekkelijk om een federatie met Bajo Peru aan te gaan.
Simón Bolívar, op dat moment de belangrijkste strijder tegen de Spanjaarden, was geen voorstander van dit plan. Hij drong aan op verzelfstandiging van Alto Peru. Dat gebeurde op 6 augustus 1825: de onafhankelijke staat Bolivia werd geboren met Bolívar als president. Politieke onrust noodzaakte hem echter af te reizen naar Groot-Colombia, waarvan hij eveneens president was. In Bolivia nam Antonio José de Sucre zijn zaken waar. De wens om Bolivia en Peru te verenigen bleek nog niet uitgedoofd te zijn.

## Santa Cruz en Gamarra
Antonio de Sucre kon de stabiliteit in Bolivia slechts met moeite bewaren. Vanuit Peru werd er druk uitgeoefend om toch over te gaan tot een federale samenwerking. Generaal Agustín Gamarra marcheerde met een leger van 5000 manschappen naar Bolivia, met twee doelen: het Colombiaanse leger (dat nog in Bolivia aanwezig was) moest vertrekken en Bolivia moest een nieuwe constitutie krijgen. Op 28 mei 1827 viel het leger van Gamarra La Paz binnen. Antonio de Sucre trad af in september dat jaar en verliet het land. In 1829 werd Andrés de Santa Cruz tot president gekozen.
Gamarra en Santa Cruz meenden dat de scheiding tussen Peru en Bolivia een vergissing was. Zij vonden elkaar in hun plan voor een federatie, of minimaal een confederatie, maar kregen onenigheid over de uitvoering. Gamarra, afkomstig uit Cuzco en in de overtuiging dat Bolivia feitelijk tot Peru behoorde, meende dat de federatie vanuit Peru moest worden geleid. Santa Cruz had leiding vanuit Bolivia in gedachten. Gamarra en Santa Cruz werden gezworen vijanden.

## Oorlog met Groot-Colombia
Bolivár was het niet eens met de plannen van Gamarra en Santa Cruz. Zijn project Groot-Colombia was immers bedoeld om de voormalige Spaanse koloniën in Latijns-Amerika te verenigen en een Peruaans-Boliviaanse federatie zou dit streven doorkruisen. Hij verklaarde daarom Peru de oorlog op 3 juni 1828. Aan het hoofd van zijn strijdkrachten zette hij Antonio de Sucre.
De Peruaanse strijdkrachten wisten Groot-Colombia af te slaan. Intussen zette Gamarra de Peruaanse president José de La Mar af en benoemde hij zichzelf tot president. Het heersen viel hem echter niet makkelijk: Peru verviel in anarchie.

## De geboorte van een staat
In 1833 kreeg Peru een parlement dat in meerderheid tegen Gamarra was. Hij moest het veld ruimen, en plaatsmaken voor generaal Luis Orbegozo. Ook Orbegozo wist vele vijanden te maken. Toen in 1836 zijn ambtsperiode zou verlopen, wendde hij zich tot Santa Cruz in Bolivia in verband met de oude plannen voor een confederatie. Santa Cruz bood Orbegozo aan hem te helpen zijn politieke tegenstanders in Peru te elimineren, als hij zijn plannen voor een confederatie vervolgens op zijn manier mocht vormgeven. Orbegozo ging akkoord, en na een Boliviaanse invasie verdwenen de tegenstanders van Orbegozo van het toneel.
Op 17 maart 1836 werd vervolgens de Confederatie van Peru en Bolivia geboren onder de voorwaarden van Santa Cruz, die ook de president van het land werd. Er werden drie deelstaten gevormd: Bolivia, Noord-Peru en Zuid-Peru. Orbegoso werd president van Noord-Peru. De confederatie werd erkend door onder meer de Verenigde Staten, Engeland en Frankrijk.

## Het einde van een project
Net als Orbegoso had ook Santa Cruz de nodige tegenstanders. Onder hen onder meer nog steeds Gamarra, die naar Chili was uitgeweken. Chili zag de oprichting van de Confederatie van Peru en Bolivia als een regelrechte bedreiging en als een bewijs van de expansiedrift van zowel Peru als Bolivia. Chili besloot ten strijde te trekken tegen de confederatie, en tegen de onnodige uiteenrijting van Peru (daarmee doelende op de twee Peruaanse deelstaten). Chili werd daarbij geholpen door Peruaanse troepen van tegenstanders van het nieuwe regime en Argentinië. Dit leidde al snel tot een nederlaag voor Santa Cruz (die een toevlucht zocht in Ecuador), en het einde van de confederatie op 25 augustus 1839. Gamarra nam de leiding van de regering van Peru op zich.

## Federaties in Latijns-Amerika
Er hebben in Latijns-Amerika verschillende soortgelijke projecten plaatsgevonden, zoals Groot-Colombia en de Verenigde Staten van Centraal-Amerika.
in 2004 werd de Unie van Zuid-Amerikaanse Naties opgericht, een nieuwe poging om toch te komen tot meer samenwerking in de regio. Anders dan bij de eerdere pogingen bleef de soevereiniteit bij deze statengemeenschap uitdrukkelijk bij de verschillende staten.  Door regionale politiek en te midden van verontrusting door Venezuela's  Nicolas Maduro verlieten na 2018 8 landen de Unie. In 2019 werd de PROSUR opgericht als nieuwe groep van Zuid-Amerikaanse landen.